# 세븐 아크스
주식회사 Seven Arcs(세븐 아크스, 일본어: 株式会社Seven Arcs, 영어: Seven Arcs Co., Ltd.)는 일본의 애니메이션 제작 기업이자 전 스튜디오로, 전 피에로 직원에 의해 2002년 5월 31일 설립되었다. 2004년 이 기업의 첫 애니메이션 텔레비전 시리즈 마법소녀 리리컬 나노하를 제작하였다. 그 뒤로 그 밖의 수많은 텔레비전 애니메이션과 애니메이션 영화를 제작했다.

## 역사
2000년 4월 7일, 스튜디오 피에로 등에서 연출을 하고 있던 우에무라 슈가 같은 연출가의 야스무라 료 , 미즈노 카즈노리 , 쿠사가와 케이조 등과 유한회사 아크 투르스를 설립했다. 2002년, 아키모토 야스시의 영화 《식스 엔젤스》로 원청 제작을 개시한다. TV 시리즈의 제작에 나서기 위해, 같은 해 5월 31일에 관련 기업의 주식회사 세븐 아크스를 설립. 2004년 방송한 《마법소녀 리리컬 나노하》
에서 본격적으로 TV 시리즈 제작에 진출했다.
2012년 4월 23일, 계열사인 주식회사 세븐 아크스 픽처스를 설립하여 실제 제작 부문을 이관. 세븐 아크스는 기획·제작·판권 관리를 주요 업무로 한다.
2017년 12월 26일, 도쿄 방송 홀딩스(당시)가 아크 투르스를 지주회사로 하는 세븐 아크스 그룹의 완전 자회사화를 발표, 우에무라가 가지는 발행 완료 전 주식을 취득한다. 이에 따라 TBS 텔레비전·BS-TBS를 비롯한 TBS 그룹에서의 애니메이션 사업 강화를 도모한다고 한다.
2019년 10월 1일자로 세븐 아크스 픽처스를 존속회사로 아크 투르스, 세븐 아크스의 3사를 합병해, 주식회사 Seven Arcs가 발족한다.
2023년 1월, 본사를 도쿄도 네리마구 타카마츠 5초메 11번 26호 히카리가오카 MK빌딩에서 도쿄도 무사시노시 나카조 1초메 19번 18호 무사시노 센터 빌딩 5층으로 이전했다.

## 제작

### TV 애니메이션
- 마법소녀 리리컬 나노하 (2004년)
- 마법소녀 리리컬 나노하 A's (2005년)
- 이누카미! (2006년)
- 마법소녀 리리컬 나노하 StrikerS (2007년)
- 세키레이 (2008년)
- White Album (2009년)
- 아수라 크라잉 (2009년)
- 아수라 크라잉 2 (2009년)
- 세키레이 ~Pure Engagement~ (2010년)
- Dog Days (2011년)
- Dog Days' (2012년)
- 무시부교 (2013년)
- 트리니티 세븐 (2014년)
- Dog Days (2015년)
- 집주인은 사춘기! (2016년)
- 은하기공대 마제스틱 프린스 (2016년, 공동 제작: 오렌지)
- ViVid Strike! (2016년)
- 아이돌 메모리즈 (2016년)
- 바질리스크 ~코우가인법첩~ (2018년)
- 그러나 죄인은 용과 춤춘다 (2018년)
- 버뮤다 트라이앵글 ~컬러풀 파스토랄레~ (2019년)
- 아르테 (2020년)
- 어쨌든 귀여워 (2020년)
- 블루 피리어드 (2021년)
- Extreme Hearts (2022년)
- 어쨌든 귀여워 2기 (2023년)
- 마도정병의 슬레이브 (2024년)
- 폐급 【상태 이상 스킬】로 최강이 된 내가 모든 것을 유린하기까지 (2024년)

### 극장판 애니메이션
- 6 Angels (2002년)
- 이누카미! THE MOVIE 특명영적수사관 카리나 시로! (2007년)
- 마법소녀 리리컬 나노하 The MOVIE 1st (2010년)
- 마법소녀 리리컬 나노하 The MOVIE 2nd A's (2012년)
- 극장판 마제스틱 프린스 각성의 유전자 (2016년, 공동 제작: 오렌지)
- 극장판 트리니티 세븐: 유구도서관과 연금술소녀 (2017년)
- 마법소녀 리리컬 나노하 Reflection (2017년)
- 마법소녀 리리컬 나노하 Detonation (2018년)
- 극장판 트리니티 세븐: 천공도서관과 진홍의 마왕 (2019년)

### OVA
- 트라이앵글 하트 ~Sweet Songs Forever~ (2003년)
- 상주전진!! 무시부교 (2014년)
- DOG DAYS (2015년)
- 어쨌든 귀여워 ~SNS~ (2021년)

### Web 애니메이션
- 사가현을 도는 애니메이션 (2016년)
- 어쨌든 귀여워 ~제복~ (2022년)
- 어쨌든 귀여워 여고편 (2023년)